# Frederick Browning
El Tinent General Frederick Arthur Montague Browning GCVO KBE CB DSO (20 de desembre de 1886 - 14 de març de 1965) va ser un militar britànic. El seu paper més destacat va ser el de comandant adjunt del Primer Exèrcit Aliat Aerotransportat durant l'Operació Horta.

## Primera Guerra Mundial i període d'entreguerres
La seva carrera militar s'inicià durant la Primera Guerra Mundial, en la que coincidí amb Winston Churchill.
El 1920 va ser promogut a capità, i el 1928 a major. El 1935 va ser promogut a Tinent Coronel, rebent el comandament del 2n Batalló dels Guàrdies Grenaders. Va mantenir aquesta posició fins a l'esclat de la Segona Guerra Mundial, en què esdevingué comandant de la Small Arms School amb rang de Brigadier.

## Segona Guerra Mundial
El 1940 va rebre el comandament de la 24a Brigada de la Guàrdia. El 1941, Churchill, que havia sigut nomenat Primer Ministre, el nomenà comandant de la 1a Divisió Aerotransportada. Va mantenir aquesta posició durant la participació de la unitat al Nord d'Àfrica. Al desembre de 1943 va ser promogut a Tinent General i va ser assignat al Quarter General de les Forces Aerotransportades al Regne Unit. El 16 d'abril de 1944 va ser nomenat comandant del 1r Cos Aerotransportat britànic, formant part del Primer Cos Aerotransportat Aliat, comandat pel Tinent General americà Lewis H. Bereton. A més, va ser nomenat Comandant Adjunt de l'Exèrcit.
El I Cos Aerotransportat comandà les forces paracaigudistes que participaren en l'Operació Horta. Browning aterrà amb un quarter general tàctic prop de Nimega, però es trobà en dificultats per poder comandar les tropes degut a problemes en les comunicacions (els aparells de ràdio no funcionaven bé) i degut a la separació geogràfica. L'ús de 36 avions per moure el seu quarter general en la primera onada va ser criticat, car es decidí restringir el nombre de tropes de combat en la primera onada per no fer dos salts durant el primer dia. (el general americà James Gavin, comandant de la 82a Divisió Aerotransportada va ser un dels qui es mostrà més crític).
Després de la batalla, la crítica avaluació que va fer Browning sobre la contribució de les forces poloneses comportà el relleu del General de Brigada Stanislaw Sosabowski com a oficial comandant de la 1a Brigada Paracaigudista Independent Polonesa. Actualment, això és vist com una decisió injustificada i injusta. El 2006, el General Sosabowski va ser condecorat a títol pòstum amb el Lleó de Bronze pel govern holandès, i la 1a Brigada rebé l'Orde Militar de Guillem.
Tot i que el Mariscal Montgomery intentà que no li caigués a sobre la responsabilitat del fracàs de l'Operació Horta, Browning ja no tornà a ser promocionat. Posteriorment va ser Cap de l'Estat Major de Lord Mountbatten al comandament del Sud-est Asiàtic fins al final de la guerra.

## Període de post-guerra
El seu darrer destí important ca ser la Secretaria Militar de l'Oficina de Guerra entre 1946 i 1948. entre 1948 i 1952 va ser Tresorer de s'Altesa Reial la Princesa Elisabet Duquessa d'Edimburg (després la Reina Elisabet II), i entre 1952 a 1959 va ser Tresorer del Duc d'Edimburg.
El 1932 es casà amb la novelista Daphne du Maurier. Una de les seves filles, Tessa, es casà amb David Montgomery, fill del Mariscal Montgomery.
A la pel·lícula "Un pont massa llunyà", el Tinent General Browning és interpretat per Dirk Bogarde.

## Promocions[1]
- Tinent de Segona - 16/06/1915 [22588]
- Tinent - 15/07/1915
- Capità - 24/11/1920 (en funcions - 16/12/1917-23/11/1920)
- Major - 22/05/1928
- Tinent Coronel - 01/02/1936
- Coronel - 01/09/1939 (antiguitat 01/02/1930)
- Brigadier - 03/10/1939-02/04/1940, 03/04/1940-02/11/1942
- Major General - 03/11/1941-02/11/1942; 03/11/1942-26/05/1944 (nomenament definitiu 27/05/1944, antiguitat 28/12/1943)
- Tinent General - 09/05/1946 (en funcions - 09/12/1943-08/12/1944; 09/12/1944 – 1/1946; antiguitat 23/12/1944)

## Condecoracions
- Gran Creu del Reial Orde Victorià
- Comandant de l'Orde de l'Imperi Britànic
- Company de l'Orde del Bany
- Orde del Servei Distingit
- Estrella de 1914-15
- Medalla de la Victòria 1914-1918
- Medalla de la Victòria 1914-1918
- Estrella de 1939-45
- Estrella d'Àfrica
- Estrella de França i Alemanya
- Estrella de Birmània
- Medalla de la Guerra 1939-1945
- Medalla de la Coronació de la Reina Elisabet II 1953
- Menció als Despatxos Menció als Despatxos (Regne Unit)
- Legió del Mèrit (Estats Units)
- Creu de Guerra 1939-1945 (França)
- Gran Oficial de l'orde Polònia Restituta